# هنري جوردن (لاعب كرة قدم أمريكية)
هنري جوردن (بالإنجليزية: Henry Jordan)‏ هو لاعب كرة قدم أمريكية أمريكي، ولد في 26 يناير 1935 في إمبوريا في الولايات المتحدة، وتوفي في 21 فبراير 1977 في ميلواكي في الولايات المتحدة.

## وصلات خارجية
- هنري جوردن على موقع مرجع كرة القدم المحترفة.كوم (الإنجليزية)
- هنري جوردن على موقع قاعة فرجينيا للمشاهير الرياضية (الإنجليزية)